# Sabine Asgodom

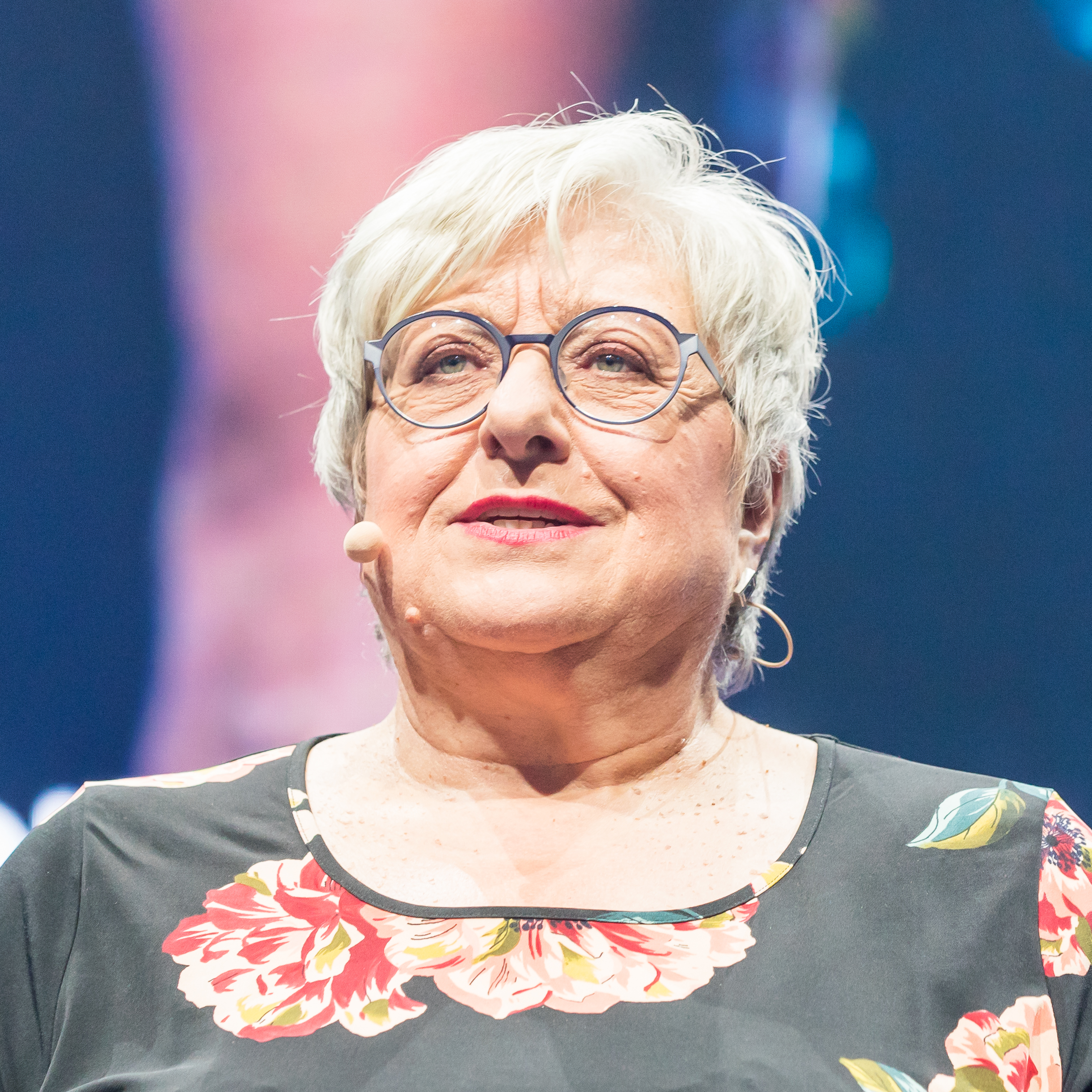
Sabine Asgodom, 2018

Sabine Asgodom (* 7. Juli 1953 in der Nähe von Rinteln) ist eine deutsche Management-Trainerin, Journalistin, Hörbuchsprecherin, Vortragsrednerin und Autorin.

## Leben

### Ausbildung und Beruf
Nach dem Abitur am Gymnasium Ernestinum in Rinteln (1972) und der Ausbildung an der Deutschen Journalistenschule in München arbeitete die Journalistin zunächst in der Redaktion der Tageszeitung tz, als Redakteurin der Zeitschrift Eltern und als Ressortleiterin „Karriere“ für das Magazin Cosmopolitan, bevor sie sich mit ihrer PR-Firma Asgodom live.Training.Coaching.Potenzialentwicklung 1999 in München selbständig machte. 2006 zählte sie laut der Financial Times Deutschland zu den „101 wichtigsten Frauen in der deutschen Wirtschaft“. 2009 wurde sie vom internationalen Rednerverband GFS als erster Keynote-Speaker in Europa außerhalb Großbritanniens als „Speaking Professional“ zertifiziert. Im Jahr 2013 erfolgte die Gründung der Asgodom Coach Akademie, die seit 2016 ihren festen Sitz in München hat.
Insgesamt hat Asgodom 34 Bücher zu Themen wie Selbstmarketing, Coaching und Lebenshilfe geschrieben. Das erste Buch, das sie als Herausgeberin veröffentlichte (1983: „Halts Maul – sonst kommst nach Dachau“), enthielt Interviews mit noch lebenden Zeitzeugen des Arbeiterwiderstands gegen die Nazis. Als Präsidentin der German Speakers Association (GSA) war sie Herausgeberin der Magazins „Coaching heute“ und konnte während dieser Zeit den Frauenanteil unter den Mitgliedern mehr als verdoppeln. Sabine Asgodom ist mit dem Diplom-Psychologen und langjährigen Chefredakteur von „Psychologie heute“ Siegfried Brockert verheiratet und veröffentlichte gemeinsam mit ihm das Buch „Vom Luxus der Zufriedenheit: Wie viel brauchen wir zum Glücklichsein?“. Aus erster Ehe hat sie zwei Kinder.

### Soziales Engagement
Asgodom gehörte 1969 zu den ersten Fußballschiedsrichterinnen. Sie unterstützt seit Jahren ein Projekt des Eritrea-Hilfswerks in Deutschland, das alleinstehenden und verwitweten Frauen in Eritrea eine Ausbildung ermöglicht. In München initiierte sie 2006 die Aktion „Reden für Menschlichkeit“.

## Fernsehsendungen
2011 und 2012 moderierte sie eine eigene Fernsehsendung im Bayerischen Fernsehen unter dem Titel Sabine Asgodom - Coaching fürs Leben. In der Sendung konnten sich Gäste von ihr coachen lassen. Produziert wurde die Sendung von der neuen deutschen Filmgesellschaft (ndf) unter dem Produzenten Michael Mildner.

## Auszeichnungen
2010 wurde Asgodom für ihr berufliches und ehrenamtliches Engagement mit dem Verdienstkreuz am Bande der Bundesrepublik Deutschland ausgezeichnet.

## Veröffentlichungen (Auswahl)
- als Hrsg.: Die besten Ideen für mehr Humor: Erfolgreiche Speaker verraten ihre besten Konzepte und geben Impulse für die Praxis. Gabal, Offenbach am Main 2013, ISBN 978-3-86936-519-0 (mit Beiträgen von: Sabine Asgodom, Carsten Höfer, Maike van den Boom, René Borbonus, Jochen Peter Breuer, Dorothee Oetzmann, Jonathan Briefs, Elke Eberts, Stefan Ruhl, Ilja Grzeskowitz, Stefan Häsli, Sigrid Hauer, Margit Hertlein, E. Noni Höfner, Charlotte Tracht, Katja Kerschgens, Armin Nagel, Christiane Nill-Theobald, Cordula Nussbaum, Kara Pientka, Ingrid Rothfuß, Ralf Schmitt, Thorsten Sievert, Yvonne Villiger)
- So coache ich. 25 überraschende Impulse, mit denen Sie erfolgreicher werden. Kösel, München 2012, ISBN 978-3-466-30935-1
- Das Leben ist zu kurz für Knäckebrot. Selbstbewusst in allen Kleidergrößen. Kösel, München 2010, ISBN 978-3-466-30896-5
- Hörbuch: Das Leben ist zu kurz für Knäckebrot. Selbstbewusst in allen Kleidergrößen. Kösel, München 2010, ISBN 978-3-466-45842-4
- als Hrsg.: Generation Erfolg. So entwickeln Sie Persönlichkeit. Kösel, München 2010, ISBN 978-3-466-30879-8 (mit Beiträgen von Sabine Asgodom, Bilen Asgodom, Monica Deters, Barbara Graber, Melanie von Graeve, Elvira Haslinger, Liz Howard, Andrea Lienhart, Eva Loschky, Roswitha van der Markt, Cordula Nussbaum, Christa Schiffer, Christine Weiner, Renate Weiß-Kochs)
- mit Siegfried Brockert: Das Glück der Pellkartoffeln. Vom Luxus der Zufriedenheit. Kösel, München 2009, ISBN 978-3-466-30844-6
- mit Petra Bock, Andrea Lienhart, Ursu Mahler und Theresia Volk: Die Frau, die ihr Gehalt mal eben verdoppelt hat ... – 25 verblüffende Coaching-Geschichten. Kösel, München 2008, ISBN 978-3-466-30788-3
- Liebe wild und unersättlich! Für Frauen, die sich trauen, das Glück zu leben. Kösel, München 2008, ISBN 978-3-466-30794-4
- Hörbuch: Liebe wild und unersättlich. Für Frauen, die sich trauen, das Glück zu leben. Kösel, München 2008, ISBN 978-3-466-45829-5
- Lebe wild und unersättlich. Kösel, München 2007, ISBN 978-3-466-30735-7.
- Hörbuch: Lebe wild und unersättlich! 10 Freiheiten für Frauen, die mehr vom Leben wollen. Kösel, München 2007, ISBN 978-3-466-45805-9
- Reden ist Gold. Ullstein, Berlin 2006, ISBN 3-548-36761-5.
- Greif nach den Sternen, Kösel, München 2006, ISBN 3-466-30721-X.
- 12 Schlüssel zur Gelassenheit. So stoppen Sie den Stress. Kösel, München 2004, ISBN 978-3-466-30657-2
- Deine Sehnsucht wird dich führen – Wie Menschen erreichen, wovon sie träumen. Kösel 2016, ISBN 978-3-466-31041-8.
- Hörbuch: Deine Sehnsucht wird dich führen – Wie Menschen erreichen, wovon sie träumen. Argon Balance 2016 (Autorenlesung), ISBN 978-3-8398-8114-9
- Hörbuch: In meiner Badewanne bin ich Kapitän: Meine besten Selbstcoaching-Tipps (gemeinsam mit Jutta Ribbrock), Argon Balance 2017, ISBN 978-3839881408
- Queen of fucking everything - So bekommst du das großartige Leben, das zu dir passt, dtv 2020, ISBN 978-3-423-26275-0
- Hörbuch: Queen of fucking everything – So bekommst du das großartige Leben, das zu dir passt. Argon Balance 2020 (Autorenlesung), ISBN 978-3-8398-8204-7 (Argon Verlag & BookBeat)
- Hörbuch: 70 Aha-Momente zum Glücklichsein. Lebe selbstbestimmt und wild und weise (Autorinnenlesung), GU Audiobook & Audible, 2023